# Anyone
«Anyone» — песня канадского певца Джастина Бибера, вышедшая 1 января 2021 года. Среди авторов песни сам Бибер, Michael Pollack, Raul Cubina и продюсеры Andrew Watt, Jonathan Bellion, The Monsters & Strangerz.

## История
Бибер сообщил 10 апреля 2020 года во время прямой трансляции в Instagram, что он записал новую песню под названием «Anyone». 30 декабря 2020 года Бибер объявил в Твиттере, что песня будет выпущена 1 января 2021 года. На следующий день он показал обложку и 15-секундный трейлер музыкального видео, сопровождающего песню.
Бибер дал свой первый полноценный концерт с 2017 года, который включал дебютное выступление «Anyone». Говоря о песне, Бибер сказал: «„Anyone“ — такая особенная песня, обнадеживающая, гимн. Она задает тон более яркому новому году, полному надежд и возможностей».

## Музыка
Anyone — это поп-трек в стиле 1980-х и 90-х годов с пульсирующим ритмичным пульсом. Песня длится три минуты 10 секунд.

## Коммерческий успех
В США песня дебютировала на шестом месте в Billboard Hot 100 в январе 2021 года, став 22-й для Бибера в лучшей десятке top-10 (он впервые там появился в 2010 году), а сам певец вошёл в число 18 музыкантов с таким достижением.

## Музыкальное видео
Премьера музыкального видео состоялась 1 января 2021 года на канале YouTube. Его поставили американский режиссёр музыкального видео и кинорежиссер Collin Tilley и американская актриса Зои Дойч в главной роли, которая играет подругу Бибера в этом видео. Бибер изображает боксера 1940-х годов, чья сильная любовь своей второй половины вдохновляет его тренироваться, бороться и в конечном итоге преодолевать потенциальный нокаут на его пути к тому, чтобы стать чемпионом. Для музыкального видео Бибер прикрыл все свои татуировки.

### Участники записи видео
По данным YouTube.
- Colin Tilley — режиссёр
- James Ranta — продюсер
- Whitney Jackson — продюсер
- Elias Talbot — фотографии
- Vinnie Hobbs — монтаж
- SB Projects — менеджмент

## Чарты
| Чарт (2021)                                | Высшая позиция |
| ------------------------------------------ | -------------- |
| Австралия (ARIA)                           | 5              |
| Австрия (Ö3 Austria Top 40)                | 11             |
| Бельгия/Фландрия (Ultratop 50)             | 20             |
| Бельгия/Валлония (Ultratip Bubbling Under) | 14             |
| Канада (Billboard Canadian Hot 100)        | 2              |
| Чехия (Singles Digitál Top 100)            | 19             |
| Финляндия (Suomen virallinen lista)        | 9              |
| Германия (GfK)                             | 30             |
| Ирландия (IRMA)                            | 5              |
| Италия (FIMI)                              | 32             |
| Япония (Billboard Japan Hot 100)           | 75             |
| Нидерланды (Dutch Top 40)                  | 8              |
| Нидерланды (Single Top 100)                | 5              |
| Новая Зеландия (Recorded Music NZ)         | 9              |
| Норвегия (VG-lista)                        | 2              |
| Словакия (Singles Digitál Top 100)         | 9              |
| Швеция (Sverigetopplistan)                 | 6              |
| Швейцария (Schweizer Hitparade)            | 12             |
| Великобритания (OCC UK Singles)            | 4              |
| США (Billboard Hot 100) ·                  | 6              |
| США (Billboard Adult Pop Airplay)          | 31             |
| США (Billboard Pop Airplay)                | 25             |
| США (Billboard Rhythmic)                   | 40             |

## Сертификации
| Регион                                                                      | Сертификация | Продажи |
| --------------------------------------------------------------------------- | ------------ | ------- |
| Австралия (ARIA)                                                            | Золотой      | 35 000  |
| Канада (Music Canada)                                                       | Золотой      | 40 000  |
| Новая Зеландия (RMNZ)                                                       | Золотой      | 15 000  |
| США (RIAA)                                                                  | Золотой      | 500 000 |
| Великобритания (BPI)                                                        | Платиновый   | 600 000 |
| Данные о продажах + прослушиваниях приведены только на основе сертификации. |              |         |